# Ramalho Ortigão : conferência (1935)
Ramalho Ortigão: conferência proferida em 8 de Agosto de 1935 é uma monografia de 19 páginas publicada pela Câmara Municipal de Lisboa, retirada da Conferência proferida em 8 de Agosto de pelo ilustre crítico de arte Dr. Reinaldo dos Santos, na cerimónia do descerramento da lápide que a Câmara Municipal de Lisboa pôs no prédio em que viveu e morreu Ramalho Ortigão. Trata-se do n.º 9 da coleção muncipal "Publicações dos anais das Bibliotecas, Museus e Arquivo Histórico Municipais".